# Fontanezier

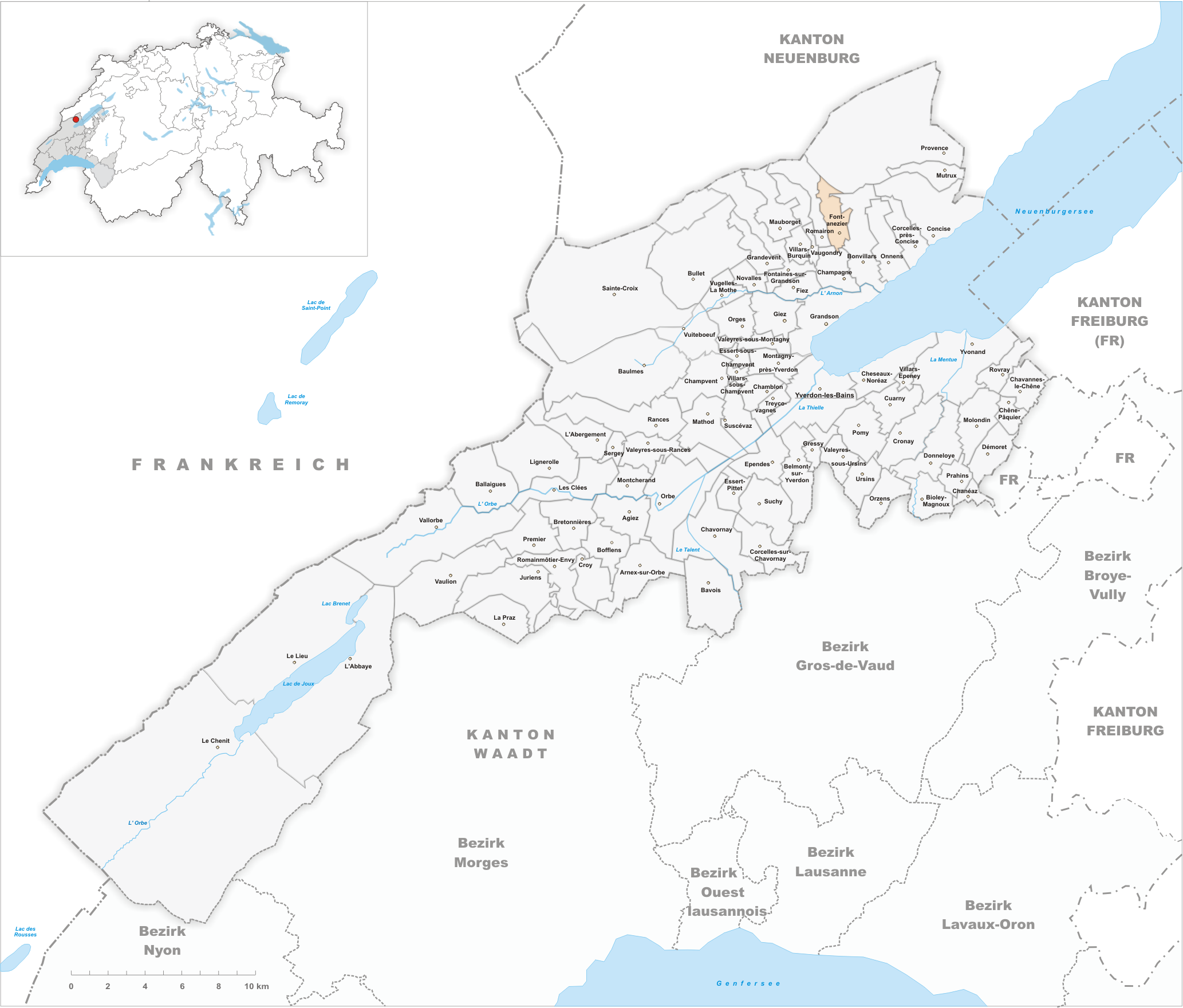
Gemeindestand vor der Fusion am 30. Juni 2011

Fontanezier war eine politische Gemeinde im Distrikt Jura-Nord vaudois des Kantons Waadt in der Schweiz. Am 1. Juli 2011 schloss sich die Gemeinde Fontanezier mit Romairon, Vaugondry und Villars-Burquin zur neuen Gemeinde Tévenon zusammen.

## Geographie
Fontanezier liegt auf 835 m ü. M., acht Kilometer nördlich der Bezirkshauptstadt Yverdon-les-Bains (Luftlinie). Das Bauerndorf erstreckt sich am Südhang der vordersten Jurakette, in aussichtsreicher Lage rund 400 m über dem Seespiegel des Neuenburgersees.
Die Fläche des 3,7 km² grossen ehemaligen Gemeindegebiets umfasst einen Abschnitt am oberen Hang der Kette des Mont Aubert. Der Gemeindeboden reicht von der Rodungsinsel von Fontanezier nordwärts über den Steilhang La Côte auf die Höhe von Le Crosat. Diese bildet mit 1365 m ü. M. den höchsten Punkt von Fontanezier und stellt die westliche Fortsetzung des Mont Aubert dar. Mit einem schmalen Zipfel erstreckt sich das Gebiet nördlich dieser Höhe in die Geländemulde von La Roguine. In diesem Bereich befinden sich ausgedehnte Jurahochweiden mit den typischen mächtigen Fichten, die entweder einzeln oder in Gruppen stehen. Von der Gemeindefläche entfielen 1997 2 % auf Siedlungen, 49 % auf Wald und Gehölze, 48 % auf Landwirtschaft und etwas weniger als 1 % war unproduktives Land.
Zur Gemeinde Fontanezier gehörten einige Einzelhöfe auf den Jurahöhen. Nachbargemeinden von Fontanezier waren Tévenon, Provence und Bonvillars.

## Bevölkerung
Mit 58 Einwohnern (Stand 31. Dezember 2010) gehörte Fontanezier zu den kleinsten Gemeinden des Kantons Waadt. Von den Bewohnern sind 88,6 % französischsprachig, 10,0 % deutschsprachig und 1,4 % sprechen Portugiesisch (Stand 2000). Die Bevölkerungszahl von Fontanezier belief sich 1850 auf 159 Einwohner, danach verringerte sie sich durch Abwanderung bis 1900 auf 108 Einwohner. Seither wurde nochmals ein Rückgang um rund einen Drittel verzeichnet.

## Wirtschaft
Fontanezier lebt heute noch von der Landwirtschaft, wobei es in Dorfnähe etwas Ackerbau gibt, während in den übrigen Gebieten Viehzucht und Milchwirtschaft vorherrschen. Ausserhalb des primären Sektors sind keine weiteren Arbeitsplätze im Ort vorhanden, weshalb einige Erwerbstätige auswärts arbeiten.

## Verkehr
Fontanezier liegt weit abseits der grösseren Durchgangsstrassen. Der Ort kann durch Kantonsstrassen entweder von Champagne oder von Bonvillars erreicht werden. Durch den Postautokurs, der von Yverdon nach Mauborget verkehrt, ist Fontanezier an das Netz des öffentlichen Verkehrs angebunden.

## Geschichte
Das Gemeindegebiet wurde erst verhältnismässig spät gerodet und urbar gemacht. Die erste urkundliche Erwähnung des Ortes erfolgte 1403 unter dem Namen Fontanisy. Der Ortsname geht auf das spätlateinische fontana [aqua] (Brunnen, Quelle) zurück, weil es im Bereich des Ortes mehrere kleine Quellen gibt. Fontanezier gehörte im Mittelalter zur Herrschaft Grandson. Nach 1476 wurde Grandson eine Vogtei unter der gemeinen Herrschaft von Bern und Freiburg. Nach dem Zusammenbruch des Ancien Régime gehörte Fontanezier von 1798 bis 1803 während der Helvetik zum Kanton Léman, der anschliessend mit der Inkraftsetzung der Mediationsverfassung im Kanton Waadt aufging. Der Ort besitzt keine eigene Kirche, er gehört zur Pfarrei Villars-Burquin.